# Dervock
Dervock, Iers: Dairbheog, is een klein dorpje in County Antrim, Noord-Ierland, ongeveer 6 km ten noordoosten van Ballymoney. Het ligt binnen een driehoek van verkeersaders die Coleraine, Ballycastle en Ballymoney verbinden. Het ligt in de Ballymoney Borough Council. Er wonen 601 mensen in Dervock (peildatum 2001).

## Transport
Het spoorwegstation van Dervock werd geopend op 18 oktober 1880, maar weer gesloten op 3 juli 1950.

## Geboren
- Kenneth McArthur (1881) - Olympisch kampioen marathon 1912.